# Stora Granesjön
Stora Granesjön är en sjö i Hultsfreds kommun och Vetlanda kommun i Småland och ingår i Emåns huvudavrinningsområde. Sjön är 5,2 meter djup, har en yta på 0,417 kvadratkilometer och befinner sig 159,1 meter över havet. Sjön avvattnas av Gårdvedaån.

## Delavrinningsområde
Stora Granesjön ingår i det delavrinningsområde (634807-147878) som SMHI kallar för Utloppet av Stora Granesjön. Medelhöjden är 192 meter över havet och ytan är 27,32 kvadratkilometer. Räknas de 9 avrinningsområdena uppströms in blir den ackumulerade arean 159,73 kvadratkilometer. Gårdvedaån som avvattnar avrinningsområdet har biflödesordning 2, vilket innebär att vattnet flödar genom totalt 2 vattendrag innan det når havet efter 129 kilometer. Avrinningsområdet består mestadels av skog (82 %). Avrinningsområdet har 0,95 kvadratkilometer vattenytor vilket ger det en sjöprocent på 3,5 %.